# Logan Stenberg
Logan Stenberg, född 18 mars 1997 i Madison i Alabama, är en amerikansk utövare av amerikansk fotboll. Han spelade collegefotboll för Kentucky Wildcats när han studerade vid University of Kentucky och han draftades 2020 av Detroit Lions i fjärde omgången.
Stenberg har spelat sedan 2020 för Detroit Lions i NFL.